# Leo Siberski
Leo Siberski (* 1969 in Hannover) ist ein deutscher Dirigent und Musiker (Pianist und Trompeter) und seit 2017 Generalmusikdirektor des Theater Plauen-Zwickau.

## Leben und Werdegang
Siberski wurde 1969 in Hannover geboren und nahm erstmals 1974 Klavier- und 1975 Trompetenunterricht.
Von 1981 bis 1991 war er Mitglied in mehreren nationalen sowie internationalen Jugendorchestern, darunter im Gustav Mahler Jugendorchester unter der Leitung von Claudio Abbado.
1989 war er als Solo-Trompeter an der Niedersächsischen Staatsoper Hannover tätig, bevor er von 1990 bis 1997 Mitglied des Bayreuther Festspielorchester wurde. Ebenfalls als Solo-Trompeter engagierte sich Siberski von 1992 bis 2003 an der Staatsoper Unter den Linden in Berlin.
Ab 1996 begann er sein Dirigierstudium bei Rolf Reuter an der Hochschule für Musik Hanns Eisler Berlin, welches er 2003 abschloss und debütierte 1997 als Dirigent an der Staatsoper Unter den Linden. Als Folge dessen wurde er von 1997 bis 1999 Dirigent des Sibelius Orchester Berlin, ist seit 1997 Künstlerischer Leiter der Kammerphilharmonie Berlin und seit 1998 Dirigent des Metropolis Filmorchesters. Von 2000 bis 2001 war er erster Kapellmeister vom Mitteldeutschen Landestheater Wittenberg. Von 2001 bis 2002 war Siberski an verschiedenen Produktionen vom Theater Plauen-Zwickau beteiligt, bis er 2003 seine Tätigkeit als Orchestermusiker beendete.
2003 und 2004 war er als Musikalischer Assistent an der Staatsoper Unter den Linden tätig, wobei er 2003 ebenfalls Konzerte mit dem Landesjugendorchester Brandenburg spielte. Im selben Jahr führte er Der Liebestrank von Gaetano Donizetti am Theater Görlitz, Der Troubadour von Giuseppe Verdi am Nationaltheater Iași in Rumänien auf und war Assistent und Dirigent des Glyndebourne Festival Opera. 2004 wurde er Associate Conductor an der Los Angeles Opera und führte Konzerte mit den Bremer Philharmonikern auf, bevor er eine CD-Produktion mit dem Radio-Sinfonieorchester Bratislava hatte. Nach wie vor hatte Siberski mehrere Konzerte mit dem Landesjugendorchester Brandenburg. Ebenfalls 2004 bekam er seinen Sohn Lorenzo Elia. 2005 wurde er Assistent am Teatro Claudio Abbado in Ferrara, Italien und hatte eine Konzert- und Fernsehaufzeichnung mit dem Rundfunksinfonieorchester Saarbrücken sowie ein Konzert an der Komischen Oper Berlin. Des Weiteren spielte er auch ein Konzert mit der Deutschen Kammerakademie Neuss und dem Landesjugendorchester Brandenburg. Ebenfalls in diesem Jahr wurde er Assistent beim NDR Elbphilharmonie Orchester. 2006 hatte Siberski mehrere Auftritte mit dem Münchner Rundfunkorchester und erneut dem Landesjugendorchester Brandenburg. Vorstellungen an der Semperoper in Dresden hatte er dann 2007 bezüglich der Zauberflöte von Wolfgang Amadeus Mozart. Auch 2007 führte er Der Sturm von Zdeněk Fibich am Theater Bielefeld sowie Hamlet von Ambroise Thomas an der Deutschen Oper am Rhein und abermals Der Liebestrank an der Kammeroper Rheinsberg auf. Ebenfalls hatte er ein Konzert mit den Düsseldorfer Sinfonikern.
Von diesem Jahr an war er bis 2011 als erster Kapellmeister und stellvertretender Generalmusikdirektor am Theater Bielefeld tätig, wobei er jährlich an drei Musiktheater-Neuproduktionen, Opern-Nachdirigaten und Sinfoniekonzerten beteiligt und Verantwortlicher für die Kinderkonzert-Reihe war. 2008 begann er dann an der Württembergischen Philharmonie Reutlingen aktiv zu werden und leitete zur Spielzeiteröffnung der Wuppertaler Bühnen und des Sinfonieorchesters das Stück Lakmé von Léo Delibes. Noch im selben Jahr stellte er La Bohème von Giacomo Puccini an der Staatsoper Hannover vor. Im Zeitraum von 2009 bis 2011 war Siberski außerdem Mitglied von Soulfood. Ebenfalls 2009 leitete er La Bohème am Tiroler Landestheater Innsbruck und hatte mehrere Auftritte mit den Jungen Sinfonikern Bielefeld. 2010 spielte er dann ein Konzert mit der Württembergischen Philharmonie Reutlingen, führte Manon Lescaut von Giacomo Puccini am Tiroler Landestheater Innsbruck auf und übernahm die Leitung des Sinfonieorchesters der Musik- und Kunstschule Bielefeld mit den Projekten John Adams Tanzabend und Sinfonieorchester in der Disco. 2011 spielte er ein Konzert mit den Jenaer Philharmonikern, der Württembergischen Philharmonie Reutlingen und mehrere Konzerte mit den Jungen Sinfonikern Bielefeld, bis er seit 2011 zum ersten Kapellmeister und stellvertretenden Generalmusikdirektor am Theater Kiel wurde, wo er jährlich auch an drei Musiktheater-Neuproduktionen, Opern-Nachdirigaten und Sinfoniekonzerten beteiligt war. 2012 leitete er dann ein Konzert mit dem Sinfonieorchester des SWR Baden-Baden und Freiburg und dem Staatsorchester Rheinische Philharmonie Koblenz. Eine Vorstellung und mehrere Konzerte hatte Siberski dann 2013 an der Staatsoper Kutaisi/Georgien und mit den Neubrandenburger Philharmonikern. 2013 gründete er auch die deux arts [gru:p], spielte mehrere Konzerte mit dem Landesjugendorchester Schleswig-Holstein und führte Hoffmanns Erzählungen von Jacques Offenbach an der Kammeroper Rheinsberg auf. 2014 arbeitete er dann am Projekt Baby I’ve been thinking – eine Janis Ian Retrospektive und ging auf Konzerttournee mit der Nordwestdeutschen Philharmonie, bis er 2015 schließlich mehrere Konzerte mit der Württembergischen Philharmonie Reutlingen, den Neubrandenburger Philharmonikern und ein Konzert mit dem Sinfonieorchester des SWR Stuttgart hatte.
2015 beteiligte er sich am Projekt Villa Kunterband und ...gewiss in seinem Sinne am Clara-Schumann-Abend am Theater Kiel. 2016 hatte Siberski dann Vorstellungen von Mahagonny von Kurt Weill am Opernhaus Kiel, ein Konzert mit dem Philharmonischen Orchester der Stadt Kiel, der Württembergischen Philharmonie Reutlingen, dem Sinfonieorchester des SWR Stuttgart und der Südwestfälischen Philharmonie. Ebenfalls wurde er Chefdirigent der Kammerphilharmonie Lübeck und beteiligte sich an zwei Produktionen der Eutiner Festspiele. 2017 leitete er mehrere Konzerte mit dem South Denmark Philharmonic Orchestra, dem Philharmonischen Orchester Plauen-Zwickau und ebenfalls bei den Eutiner Festspielen, unter anderem die Uraufführung des eigenen Musiktheaterabends Die Wolfsschlucht. Im selben Jahr gründete er das Projekt Hexacore Fusion Department und wurde Generalmusikdirektor des Theater Plauen-Zwickau und des Philharmonischen Orchesters Plauen-Zwickau. 2018 leitete er mehrere Konzerte der Kammerphilharmonie Lübeck und hatte eine Aufnahme mit der Südwestfälischen Philharmonie sowie eine Produktion und ein Konzert bei den Eutiner Festspielen. 2019 führte er mehrere Konzerte mit dem South Denmark Philharmonic Orchestra auf.

## Auszeichnungen
Von 1981 bis 1987 gewann er fünfmal den ersten Preis im Bundeswettbewerb Jugend musiziert und einen Preis beim Grotrian-Steinweg-Klavierwettbewerb.

## Diskografie
- Siberski/Eisenberg: Trompete und Orgel (1989)[3]